# Antiochos VII Sidetes
Antiochos VII Euergetes, có ngoại hiệu là Sidetes (đến từ Side), vị vua của đế chế Seleukos thời Hy Lạp hóa, trị vì từ 138 TCN đến 129 TCN. Ông là vị hoàng đế vĩ đại cuối cùng của nhà Seleukos.
Là anh trai của Demetrius II, Antiochos được tôn làm vua sau khi Demetrios bị người Parthia bắt giữ. Ông đã cưới Cleopatra Thea, người vợ của Demetrios. Con của họ là Antiochus IX, người vì thế vừa trở thành em khác cha mà vừa trở thành anh họ của Seleukos V và Antiochus VIII.
Sidetes đã đánh bại tên cướp ngôi Tryphon ở Dora, và tiến hành cuộc vây hãm Jerusalem trong năm 134 TCN. Theo Josephus, vị vua nhà Hasmonea, John Hyrcanus đã khai quật mộ vua David và lấy đi 3000 ta lăng mà ông ta dùng để nộp cho Antiochos nhằm giải vây cho thành phố. Sidetes sau đó đã tấn công người Parthia, được sự hỗ trợ của một đội quân Do Thái dưới quyền Hyrcanus nhanh chóng chiếm lại Lưỡng Hà, Babylonia và Media trước khi bị mai phục và bị giết bởi vua Phraates II.